# Mukkadahalli, Chamarajanagar
Mukkadahalli là một làng thuộc tehsil Chamarajanagar, huyện Chamarajanagar, bang Karnataka, Ấn Độ.